# Обстріли Полтави
Обстріли Полтави — серія ракетних ударів, здійснених російськими військами по місту Полтава під час російського вторгнення в Україну 2022 року.

## Перебіг подій

### 2022

#### Лютий
24 лютого окупанти завдали авіаудар по околицях Полтави, пошкоджень інфраструктури нема, також нема жертв.

#### Квітень
2 квітня один з інфраструктурних об'єктів зазнав удару.

#### Листопад
1 листопада Полтаву атакували дронами-камікадзе Шахед-136 іранського виробництва: пошкоджена цивільна інфраструктура. Внаслідок цього трапилась пожежа.

### 2024

#### Вересень
3 вересня російські війська завдали ракетного удару по Полтаві, внаслідок якого загинули 58 осіб, ще 328 осіб отримали поранення.

### 2025

#### Лютий
Вранці 1 лютого росіяни завдали удару ракетою Х-22 по житловій п'ятиповерхівці, внаслідок чого обвалився один з під'їздів будинку. Жертвами атаки стали 14 осіб, у тому числі троє дітей, 20 осіб зазнали поранень, ще 22 врятовані працівниками ДСНС.